# Ophiolycus dentatus
Ophiolycus dentatus is een slangster uit de familie Ophiomyxidae.
De wetenschappelijke naam van de soort werd in 1878 gepubliceerd door Theodore Lyman.